# Gali (municipalité)
La municipalité de Gali (en géorgien : გალის მუნიციპალიტეტი, phonétiquement galis mounitsipalitéti) est un district de la république autonome d'Abkhazie, république sécessionniste de la Géorgie depuis 1992 et dont l'indépendance n'est pas reconnue internationalement (à l'exception de la Russie depuis 2008). 